# L.A. Woman
L.A. Woman е шестият и последен студиен албум на групата Доорс, записан с вокала Джим Морисън. Той умира през юли 1971 г. Албума се отличава от останалите на групата с хардрок звученето си. След напускането на продуцента Пол Ротшилд през ноември 1970 групата започва продуцирането на албума със звукорежисьора си Брус Ботник. Повечето от песните са записани на живо с изключение на няколко партии на Рей Манзарек. Сешън музикантите Джери Шеф и Марк Бено влизат в студиото през януари 1971 за изпипване на материала. Това е единствения албум на групата от периода с Морисън, който не е последван от промоционално турне; албума излиза през април, когато той вече живее в Париж, а на 3 юли същата година Морисън умира.
През 2003 г., албума е класиран на №362 в класацията на списание Rolling Stone „500-те най-велики албуми за всички времена“.
Ботник продуцира и миксира нова съраунд версия на албума, издадена в DVD-Audio формат на 19 декември 2000. На 27 март 2007 г. Rhino records издават нова версия на албума озаглавена L.A. Woman (40th Anniversary Mixes). В нея са включени бонус песните Orange County Suite, (You Need Meat) Don't Go No Further (написана от Уили Диксън). Във втората песен вокалите се изпълняват от Манзарек. Orange County Suite не е от оригиналните сешъни за албума, а е соло на Морисън с пиано, като останалата музика е записана по-късно от другите членове на групата.

### Пре-издадена версия от 2007
1. Orange County Suite – 5:45 (Същата версия включена и в Essential Rarities)
2. (You Need Meat) Don't Go No Further – 3:41 (Уили Диксън)

## Състав

### The Doors
- Джим Морисън – вокал
- Роби Кригър – китара
- Рей Манзарек – орган, пиано, бас, клавишни
- Джон Дензмор – барабани

### Други музиканти
- Марк Бено – ритъм китара на песни 3, 4, 5 и 8
- Джери Шеф – бас на песни 1, 2, 3 и 5
- Джон Хонъс III – добавъчни китари на песни 2, 5, 6 и 7

### Продукция
- Брус Ботник – продуцент, мастериране
- Пол Ротшилд – мастериране
- Карл Косик – дизайн
- Уендел Хемик – фотограф